# جبل الظلمة

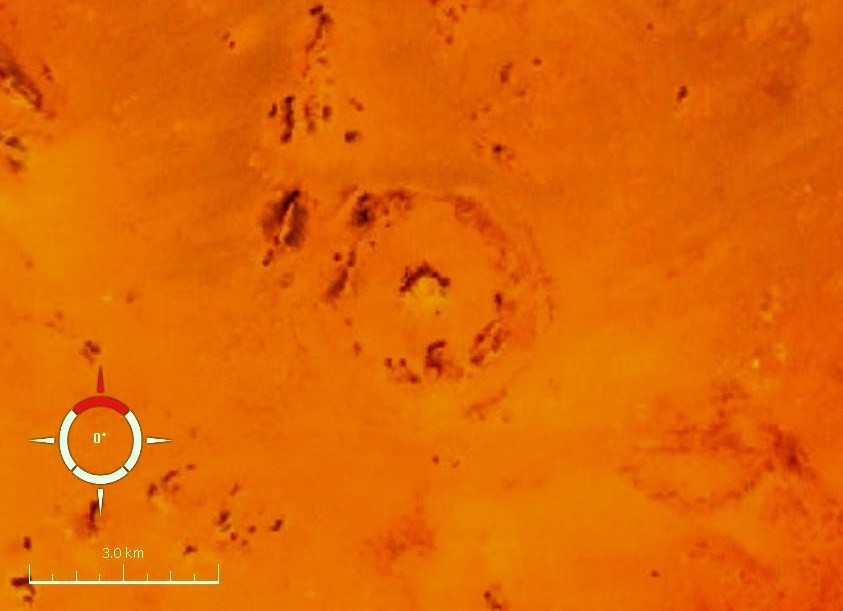
صورة لاندسات تركيب بي بي؛ لقطة شاشة من ناسا ورلد ويند

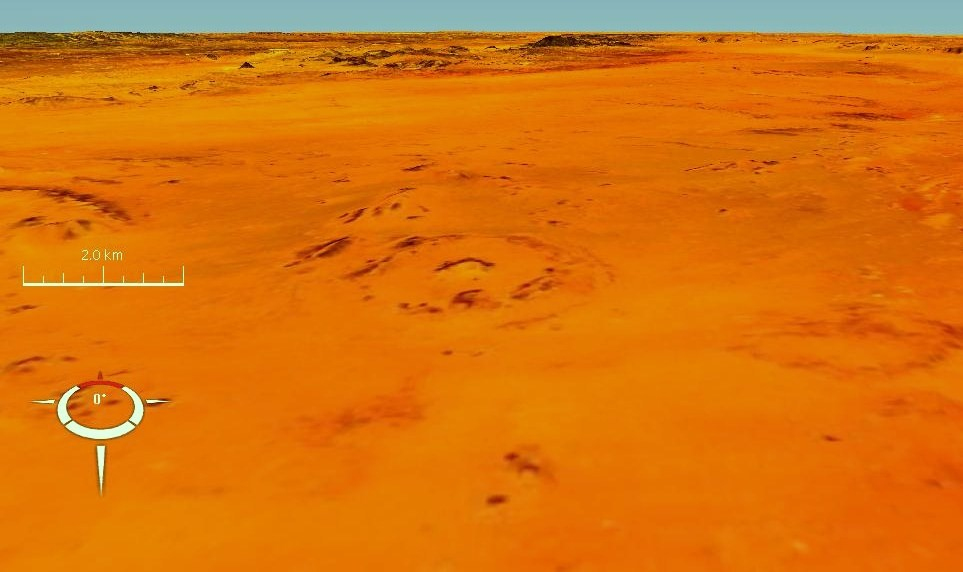
صورة مائلة من لاندسات تركيب بي بي مغطاة بنموذج ارتفاع رقمي (x5 مبالغة رأسية)؛ لقطة شاشة من ناسا ورلد ويند

جبل الظلمة، تعرف في الوسط العلمي باسم تركيب بي بي، هي فوهة صدمية مكشوفة في جنوب شرق ليبيا. سميت بهذا الاسم لتحديدها من قبل فريق مسح جيولوجي تابع لشركة بريتيش بتروليوم.
قطر الفوهة الصدمية 2 كيلومتر ويقدر عمرها بأقل من 120 مليون سنة ( العصر الطباشيري السفلي أو ما بعده).